# Pierre Antoniucci
Pierre Antoniucci (* 26. November 1943 in Paris) ist ein zeitgenössischer französischer Maler. Er arbeitet auch als Zeichner, Graveur und Bildhauer.
Der eigenständige Antoniucci, der selber zwischen figurativer und abstrakter Kunst steht, stellt die zeitgenössische Malerei samt ihrer Tradition, ihrem Gegenstand und ihrer Unterstützung in Frage. Aufgrund seiner klumpigen, matten und teigig-schwer aufgetragenen Malerei wird er stilistisch unter die „Matieristen“ («les matiéristes») gezählt. Diese Künstler pflegen eine Stilrichtung, die in Frankreich nach dem Zweiten Weltkrieg aufkam. Seine Lieblingsthemen sind die Frau und die Darstellung seines Ateliers.
Antoniuccis Werke werden regelmäßig in Rennes ausgestellt. Eine Ausstellung 2013 in den USA zeigte zwei große Werkgruppen von Antoniucci aus den letzten zehn Jahren.